# Campionato Primavera 1963-1964
Il Campionato Primavera 1963-1964 è la 2ª edizione del Campionato Primavera. I detentori del trofeo sono la Juventus per il campionato di serie A e il Como per il campionato di serie B.
La squadra vincitrice del titolo di campione Primavera Serie A è stata l'Inter, mentre il titolo di campione Primavera Serie B è stato vinto dall'Udinese.
Si disputò anche una doppia finale per l'assegnazione del titolo assoluto, che vide l'affermazione dell'Udinese.